# 大久保立

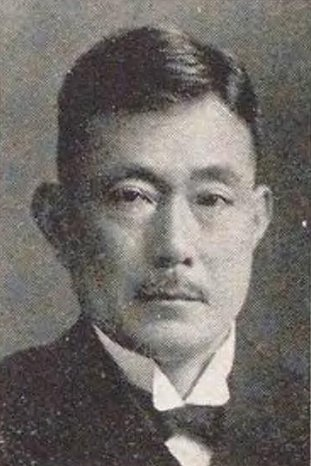
大久保立

大久保 立（おおくぼ たつ、1871年6月9日（明治4年4月22日）- 1941年（昭和16年）2月4日）は、明治から昭和前期の海軍軍人、政治家、華族。最終階級は海軍造船中将。貴族院子爵議員。旧名は三枝（みつえ）。子爵・大久保一翁の子。

## 経歴
元旗本・静岡藩士、大久保忠寛の三男として生まれる。父の死後、兄である大久保業が襲爵したが2年後に28歳で死去したため、1890年（明治23年）8月7日、家督を相続し子爵を襲爵。1898年（明治31年）4月、グラスゴー大学造船課を卒業し、1899年（明治32年）1月に帰国した。
1899年2月14日、海軍造船少技士に任官し呉造船廠造船科主幹に就任。以後、横須賀造船廠造船科主幹、兼海軍大学校教官、横須賀海軍工廠造船部部員、江都丸乗組、関東丸乗組、横須賀工廠造船部部員、関東丸工作長、舞鶴海軍工廠造船部長心得などを経て、1912年（大正元年）12月1日、海軍造船大監に昇進し舞鶴工廠造船部長に就任。佐世保海軍工廠造船部長を務め、1918年（大正7年）12月1日、海軍造船総監に進み横須賀工廠造船部長となる。1919年（大正8年）9月23日、海軍武官官階表の改正により海軍造船少将と改称され、艦政本部出仕を経て、1922年（大正11年）12月1日、海軍造船中将に昇進と同時に待命となる。1923年（大正12年）3月31日予備役、1933年（昭和8年）4月22日後備役を経て、1938年（昭和13年）4月22日に退役した。
1925年（大正14年）7月10日、貴族院子爵議員に選出され、研究会に所属して活動し死去するまで在任。その他、資源審議会委員、液体燃料委員会委員、学習院評議会議員などを務めた。墓所は多磨霊園。

## 栄典
位階
- 1896年（明治29年）6月20日 - 正五位[11]
- 1923年（大正12年）4月30日 - 正三位[12]

勲章等
- 1940年（昭和15年）8月15日 - 紀元二千六百年祝典記念章[13]

## 親族
- 父大久保一翁
- 兄大久保三郎 (植物学者)[14]
- 妻 大久保幾子（土岐頼知四女）[2]
- 長男 大久保寛一（帝室林野局技師、子爵）[2]
  - 妻 大久保恵子（よしこ、徳川達孝五女）[2]